# Le Mari à double face
Pour plus de détails, voir Fiche technique et Distribution.
Le Mari à double face (Mighty Like a Moose) est un film américain muet en noir et blanc de Leo McCarey sorti en 1926.

## Synopsis
Mr. et Mrs. Moose sont tous deux particulièrement laids. Lui décide de se faire poser des dents en bon état, elle de remodeler son nez difforme. Ils se rencontrent par hasard et ne se reconnaissent pas : ils décident de se revoir en secret afin de le cacher à leur époux et épouse.

## Fiche technique
- Titre original : Mighty Like a Moose
- Titre français : Le Mari à double face
- Réalisation : Leo McCarey
- Scénario : Charley Chase et H.M. Walker
- Photographie : Len Powers
- Montage : Richard C. Currier
- Producteur : Hal Roach
- Société de production : Hal Roach Studios
- Société de distribution : Pathé Exchange
- Pays de production :  États-Unis
- Langue : Anglais
- Format : Noir et blanc — 1,33:1 — 35 mm
- Son : muet
- Durée : 23 minutes
- Date de sortie : 18 juillet 1926

## Distribution
- Charley Chase : Mr. Moose
- Vivien Oakland : Mrs. Moose
- Ann Howe : The Mooses' Maid
- Charles Clary : Dentist
- Gale Henry : Wallflower at Party
- Malcolm Denny : Gigolo at Party
- Buddy the Dog : The Mooses' Dog
- Charlie Hall (non crédité) : le cireur de chaussure

## Réception
Le Mari à double face est généralement considéré comme un excellent court métrage muet et le meilleur des films muets où a joué Charley Chase.
Ce film est sélectionné en 2007 pour être préservé par la bibliothèque du Congrès des États-Unis,.